# Thomas Armbrüster (Wirtschaftswissenschaftler)
Thomas Armbrüster (* 1968 in Bremen) ist ein deutscher Wirtschaftswissenschaftler und Hochschullehrer.

## Leben
Nach dem Abitur verpflichtete sich Armbrüster zunächst als Soldat auf Zeit bei der Bundeswehr. Es folgte ein Studium des Wirtschaftsingenieurwesens an der Technischen Universität Berlin. Anschließend arbeitete Armbrüster in einer Unternehmensberatung, bevor er 1999 an der London School of Economics and Political Science zum Ph.D. promoviert wurde. Es schlossen sich zunächst Tätigkeiten unter anderem an der University of Reading, an der Stanford University sowie der Universität Mannheim an, bevor Armbrüster 2005 an der TU Berlin habilitiert wurde.
Von 2005 bis 2008 hatte Armbrüster den Lehrstuhl für Allgemeine Betriebswirtschaftslehre am Wittener Institut für Familienunternehmen an der Universität Witten/Herdecke inne, außerdem war er dort von 2007 bis 2008 Dekan der Fakultät für Wirtschaftswissenschaften. Von 2008 bis 2009 bekleidete er das Amt des Präsidenten und Geschäftsführers der German Graduate School of Management and Law in Heilbronn, bevor er 2010 an die Quadriga Hochschule Berlin in den Fachbereich Management und Economics wechselte, auf die Professur für Strategie und Personalmanagement. Seit 2005 ist Armbrüster als Managementtrainer aktiv, vor allem im Bereich Mitarbeiterführung/Leadership. Er ist Gesellschafter der Prof. Armbrüster Leadership Services GmbH. Außerdem war Armbrüster Managementtrainer beim Munich Executive Institute.
Armbrüster erhielt 2001 und 2004 den Academy of Management Best Paper Award.
Seit 2006 ist er Adjunct Faculty im Bereich Organizational Behavior and Leadership an der Mannheim Business School. Von Anfang 2012 bis Ende 2014 war er Inhaber des Lehrstuhls für Strategisches Management an der Staatswissenschaftlichen Fakultät der Universität Erfurt. Außerdem lehrte er dort an der der Fakultät angegliederten Willy Brandt School of Public Policy. Seit 2015 hat er die Professur für Wissensmanagement und Personalführung an der Philipps-Universität Marburg inne.

## Forschungsschwerpunkte
Armbrüsters Forschungsschwerpunkte liegen in den Bereichen Personalmanagement, Personalführung, Leadership sowie Unternehmensberatung.

## Publikationen (Auswahl)
- Der Führungscoach – Führungskräfteentwicklung nach dem 5-Stufenmodell, Vahlen, München 2017, ISBN 978-3-8006-5335-5.
- Personalmanagement als Beruf (mit Katharina Schüller), Helios, Berlin 2011, ISBN 978-3-942263-13-9.
- Unternehmensberatung im öffentlichen Sektor (mit Johannes Banzhaf und Lars Dingemann), DUV Gabler, Wiesbaden 2010, ISBN 978-3-8349-2304-2.
- The Economics and Sociology of Management Consulting, Cambridge University Press, Cambridge 2006, ISBN 978-0521142243.
- Management and Organization in Germany, Ashgate, London 2005, ISBN 0-7546-3880-4.
- Unternehmensberatung (mit Christoph Barchewitz), DUV/Gabler, Wiesbaden 2004, ISBN 3-8244-8135-9.